# Lijst van voetbalinterlands Belize - Guyana
Deze lijst van voetbalinterlands is een overzicht van alle officiële voetbalwedstrijden tussen de nationale teams van Belize en Guyana. De landen speelden tot op heden drie keer tegen elkaar. De eerste ontmoeting, een vriendschappelijke wedstrijd, werd gespeeld in Belize City op 27 maart 2002. Het laatste duel, een kwalificatiewedstrijd voor het Wereldkampioenschap voetbal 2026, vond plaats op 11 juni 2024 in Bridgetown (Barbados).

## Wedstrijden
| № | Plaats      | Datum         | Competitie                                   | Wedstrijd       | Uitslag |
| - | ----------- | ------------- | -------------------------------------------- | --------------- | ------- |
| 1 | Belize City | 27 maart 2002 | Vriendschappelijk                            | Belize − Guyana | 3 − 1   |
| 2 | Leonora     | 23 maart 2019 | CONCACAF Nations League 2019/20 kwalificatie | Guyana − Belize | 2 − 1   |
| 3 | Bridgetown  | 11 juni 2024  | WK 2026 kwalificatie                         | Guyana − Belize | 3 − 1   |

## Samenvatting
| Competitie                           | Totaal gespeeld | Winst Belize | Gelijk | Winst Guyana | Doelsaldo Belize – Guyana |
| ------------------------------------ | --------------- | ------------ | ------ | ------------ | ------------------------- |
| WK-kwalificatie                      | 1               | 0            | 0      | 1            | 1 − 3                     |
| CONCACAF Nations League-kwalificatie | 1               | 0            | 0      | 1            | 1 − 2                     |
| Vriendschappelijk                    | 1               | 1            | 0      | 0            | 3 − 1                     |
| Totaal                               | 3               | 1            | 0      | 2            | 5 − 6                     |

Wedstrijden bepaald door strafschoppen worden, in lijn met de FIFA, als een gelijkspel gerekend.

## Details

### Eerste ontmoeting
| Vriendschappelijk (Belize City, Belize, 27 maart 2002): |       |                    |
| Belize                                                  | 3 – 1 | Guyana             |
| Raúl Celiz 27' Bent Burgess 35' Don Fraser 75'          | goals | 26' Renwick Hutson |

FFB · A-internationals · Bondscoaches · Statistieken · Belizaans vrouwenelftal
1990 – 1999 ·
2000 – 2009 ·
2010 – 2019 ·
2020 − 2029
1995 · 
1996 · 
1997 · 
1998 · 
1999 · 
2000 · 
2001 · 
2002 · 
2003 · 
2004 · 
2005 · 
2006 · 
2007 · 
2008 · 
2009 · 
2010 · 
2011 · 
2012 · 
2013 · 
2014 ·
2015 ·
2016 ·
2017 ·
2018 ·
2019 ·
2020 ·
2021 ·
2022 ·
2023 ·
2024
Anguilla ·
Bahama's ·
Barbados ·
Bermuda ·
Canada ·
Costa Rica ·
Cuba ·
Dominicaanse Republiek ·
El Salvador ·
Grenada ·
Guatemala ·
Guyana ·
Haïti ·
Honduras ·
Kaaimaneilanden ·
Mexico ·
Montserrat ·
Nicaragua ·
Panama ·
Puerto Rico ·
Saint Kitts en Nevis ·
Saint Vincent en de Grenadines ·
Trinidad en Tobago ·
Turks- en Caicoseilanden ·
Verenigde Staten
GFF · A-internationals · Olympisch elftal · Guyaans vrouwenelftal
Amerikaanse Maagdeneilanden ·
Anguilla ·
Antigua en Barbuda ·
Aruba ·
Bahama's ·
Barbados ·
Belize ·
Bermuda ·
Bolivia ·
Cambodja ·
Costa Rica ·
Cuba ·
Dominica ·
Dominicaanse Republiek ·
El Salvador ·
Ethiopië · 
Grenada ·
Guatemala ·
Haïti ·
India ·
Indonesië ·
Jamaica ·
Kaaimaneilanden ·
Kaapverdië ·
Mexico ·
Montserrat ·
Nederlandse Antillen ·
Panama ·
Puerto Rico ·
Saint Kitts en Nevis ·
Saint Lucia ·
Saint Vincent en de Grenadines ·
Suriname ·
Trinidad en Tobago ·
Turks- en Caicoseilanden ·
Verenigde Staten